# Tỉnh ủy Đồng Tháp
Tỉnh ủy Đồng Tháp hay còn được gọi Ban chấp hành Đảng bộ tỉnh Đồng Tháp là cơ quan lãnh đạo cao nhất của Đảng bộ tỉnh Đồng Tháp giữa hai kỳ đại hội đại biểu Đảng bộ tỉnh, do Đại hội Đại biểu Đảng bộ tỉnh bầu. Tỉnh ủy Đồng Tháp có chức năng thi hành nghị quyết, quyết định của Đại hội Đại biểu Đảng bộ tỉnh Đồng Tháp, Ban Chấp hành Trung ương Đảng, Ban Bí thư và Bộ Chính trị.
Ngày 18 tháng 6 năm 2025, Bộ Chính trị ban hành Quyết định số 326-QĐ/TW thành lập Đảng bộ tỉnh Đồng Tháp trực thuộc Ban Chấp hành Trung ương Đảng, trên cơ sở hợp nhất Đảng bộ tỉnh Đồng Tháp và tỉnh Tiền Giang kể từ ngày 1 tháng 7 năm 2025.
Đứng đầu Tỉnh ủy là Bí thư Tỉnh ủy và thường là ủy viên Ban chấp hành Trung ương Đảng. Bí thư hiện tại là Ủy viên Ban Chấp hành Trung ương Đảng Lê Quốc Phong.

## Bí thư Tỉnh ủy (1976 - nay)
1. Từ 1976-1986: Trần Anh Điền (1922-2016)
2. Từ 1986-1992:  Nguyễn Thế Hữu (1927-2008)
3. Từ 1990-1998: Võ Hồng Nhân (Bí danh Võ Đông Xuân) (1944)
4. Từ 1998-2000: Lê Minh Châu (1944-2014)
5. Từ 2000-2001: Trương Vĩnh Trọng (1942-2021)
6. Từ 2001-2010: Huỳnh Minh Đoàn (1953)
7. Từ 2010-2014: Lê Vĩnh Tân (1958)
8. Từ 2014-2020: Lê Minh Hoan (1961)
9. Từ 2020-nay: Lê Quốc Phong (1978)

## Ban Thường vụ Tỉnh ủy (2020 - 2025)
1. Lê Quốc Phong - Ủy viên Trung ương Đảng, Bí thư Tỉnh ủy, Trưởng đoàn Đại biểu Quốc hội khóa XV tỉnh
2. Nguyễn Hải Trâm - Phó Bí thư thường trực Tỉnh ủy
3. Châu Thị Mỹ Phương - Phó Bí thư Tỉnh ủy, Chủ tịch Hội đồng nhân dân tỉnh
4. Trần Trí Quang - Phó Bí thư Tỉnh ủy, Chủ tịch UBND tỉnh
5. Phan Văn Thắng - Phó Bí thư Tỉnh ủy, Chủ tịch Ủy ban MTTQ Việt Nam tỉnh
6. Phan Văn Hợp - Chủ nhiệm Ủy ban Kiểm tra Tỉnh ủy
7. Trần Thanh Nguyên - Phó Chủ tịch HĐND tỉnh
8. Phạm Văn Chuẩn - Phó Chủ tịch HĐND tỉnh
9. Trần Văn Dũng - Phó Chủ tịch thường trực UBND tỉnh
10. Thiếu tướng Lâm Phước Nguyên - Giám đốc Công an tỉnh
11. Nguyễn Văn Mười - Trưởng ban Tổ chức Tỉnh ủy
12. Nguyễn Thị Kim Tuyến - Trưởng ban Tuyên giáo và Dân vận Tỉnh ủy
13. Phan Văn Thương - Trưởng ban Nội chính Tỉnh ủy
14. Đinh Văn Dũng - Phó Chủ tịch thường trực Ủy ban MTTQ Việt Nam tỉnh
15. Đại tá Phạm Văn Thanh - Chỉ huy trưởng Bộ Chỉ huy Quân sự tỉnh
16. Phan Phùng Phú - Bí thư Đảng ủy phường Mỹ Phước Tây